# Ladoix-Serrigny
Ladoix-Serrigny – miejscowość i gmina we Francji, w regionie Burgundia-Franche-Comté, w departamencie Côte-d’Or.
Według danych na rok 1990 gminę zamieszkiwało 1549 osób, a gęstość zaludnienia wynosiła 62 osoby/km² (wśród 2044 gmin Burgundii Ladoix-Serrigny plasuje się na 138. miejscu pod względem liczby ludności, natomiast pod względem powierzchni na miejscu 288.).